# La guerra dels Q
"La guerra dels Q" (títol original en anglès "The Q and the Grey") és l‘onzè episodi de la tercera temporada i el 53è del total de la sèrie de televisió de ciència-ficció estatunidenca Star Trek: Voyager. Va ser dirigit per Cliff Bole amb una història  escrita per Shawn Piller, i guionitzada per Kenneth Biller.  Fou emès a la televisió el 27 de novembre de 1996 a la cadena UPN, amb John de Lancie com a l'alienígena Q.
Ambientada al segle XXIV, la sèrie segueix les aventures de la tripulació de la Flota Estel·lar i els Maquis de la nau estel·lar USS Voyager després de quedar encallats al Quadrant Delta a desenes de milers d’anys llum de distància de la resta de la Federació. En aquest episodi la capitana Janeway és segrestada per Q enmig d’un conflicte civil en el Continuu.

## Argument
La capitana Kathryn Janeway se sorprèn quan Q apareix als seus allotjaments, i al seu llit, una nit. Q està decidit que Janeway esdevingui la mare del seu fill,:60 i assetja la capitana amb regals en un intent de guanyar-se el seu afecte. Q creu que el seu desig per Janeway s'hauria de considerar com un honor, però Janeway insisteix que marxi, i finalment ho fa.
L'absència de Q no dura gaire, ja que segresta la capitana i se l'emporta al Continuu Q,:60 que ara apareix com una peça d'època de la Guerra Civil Americana. Explica que s'està preparant una guerra civil entre la raça Q, i Q espera que ell i Janeway puguin portar un nen al Continuu per evitar la guerra. Les autoritats de Q (representades com a soldats confederats) disparen contra ells, ferint Q, i després arriben i capturen Q i Janeway. El líder de Q, que apareix com un coronel confederat, té la intenció d'executar-los a tots dos.
A la Voyager, la tripulació restant ha estat observant desenes de supernoves que tenen lloc per tota la zona. Una dona Q (Suzie Plakson), antiga parella de Q, apareix i diu que la guerra civil entre els Q n'és la causa. Ajuda la tripulació a arribar al continu Q volant cap a una supernova i proporciona a la tripulació de la Voyager armes Q, que utilitzen per atacar el campament de les autoritats de Q i alliberar Q i Janeway. Els dos Q reprenen la seva relació i decideixen convertir-se en pares, posant així fi a la guerra. La capitana Janeway és testimoni de l'aparellament dels dos Q, que consisteix simplement a tocar-se els dits.
Q torna més tard a les estances de Janeway amb el seu fill petit i li demana que sigui la seva padrina, cosa que ella accepta.

## Actors convidats
- John de Lancie - Q
- Suzie Plakson - Sra Q
- Harve Presnell - Coronel Q

## Antecedents
El detonant de la guerra civil entre els Q va ser el suïcidi del Q conegut com a "Quinn", el focus de l'episodi de Voyager "Desig de mort".:220 La causa subjacent de la guerra civil, però, va ser la tensió de llarga durada entre dues faccions Q que mantenen un equilibri fràgil entre la simple supervivència i l'avanç creatiu com a espècie.:220

## Llançaments
L'episodi es va emetre per primera vegada als Estats Units el 27 de novembre de 1996, i posteriorment a Alemanya i Hongria el 1998 i el 2001, respectivament. Als EUA es va emetre a la cadena de televisió UPN.
Aquest es va publicar com un únic episodi en cinta de vídeo VHS el juliol de 2002. Aquest episodi també es va publicar el 2006, en DVD com a part del Q Collective, que inclou episodis de tota la franquícia Star Trek amb aquest personatge.
"La guerra dels Q" es va publicar en LaserDisc al Japó el 25 de juny de 1999, com a part del conjunt 3rd season vol.1.
Aquest episodi es va publicar en DVD el 6 de juliol de 2004 com a part de Star Trek Voyager: Complete Third Season, amb àudio Dolby 5.1 surround. El DVD de la temporada 3 es va publicar al Regne Unit el 6 de setembre de 2004.
El 2017, la sèrie de televisió completa Star Trek: Voyager es va publicar en una caixa recopilatòria de DVD, que l'incloïa com a part dels discs de la temporada 3.